# HSG Nordhorn
El HSG Nordhorn-Lingen és un club d'handbol de la ciutat alemanya de Nordhorn. Fou fundat l'any 1981 al fusionar-se la secció d'handbol del TV Nordhorn i l'Eintracht Nordhorn. Actualment milita a la 1a Divisió de la Bundesliga alemanya on el seu millor resultat històric fou el subcampionat de la temporada 2001/02.
L'any 2007 perdé la final de la Copa EHF enfront del SC Magdeburg, això no obstant, a la temporada següent tornaren a arribar a la final, en aquesta ocasió enfront del FCK Copenhague, alçant-se en aquesta ocasió amb el seu, fins avui dia, únic títol internacional, car l'any 2009 perderen novament una final, la de la Recopa d'Europa d'handbol, enfront del Club Balonmano Valladolid.

## Palmarès
- 1 Copa EHF: 2008.